# Associação do Novo Basquete Joinville
A Associação do Novo Basquete Joinville, mais conhecida como Blackstar Joinville, é uma equipe de basquetebol da cidade de Joinville, Santa Catarina que representa a cidade  no Campeonato Catarinense organizado pela FCB e no Campeonato Brasileiro de Clubes, organizado pela CBB.

## Títulos
- Liga Norte Catarinense de Basketball 2015
- Campeonato Catarinense: 2020.

## Desempenho por temporadas
| Temporada | Nível | Estadual    | Pos. | Pós Temporada     | TR  | PL  | Nacional                                      |
| --------- | ----- | ----------- | ---- | ----------------- | --- | --- | --------------------------------------------- |
| 2017      | 1     | Catarinense | 2º   | Quartas de Finais | 3-3 | 0-2 |                                               |
| 2018      | 1     | Catarinense | 2º   | Terceiro colocado | 8-4 | 3-2 |                                               |
| 2019      | 1     | Catarinense | 2º   |                   | 5-3 |     | 3 Brasileiro de Clubes 8º (3v-11d)            |
| 2020      | 1     | Catarinense | 1º   | Campeão           | 2-0 | 2-0 | 2 Brasileiro de Clubes (Cancelado - COVID 19) |
| 2021      | 1     | Catarinense | 3º   |                   | 1-3 |     | 2 Brasileiro de Clubes 5º (3-7)               |
| 2022      | 1     | Catarinense | 3º   |                   | 1-3 |     |                                               |